# Гандбол на літніх Олімпійських іграх 2016 (кваліфікація, жінки)
Кваліфікаційні змагання на жіночий турнір з гандболу на літніх Олімпійських іграх 2016 проходили від грудня 2014 до березня 2016 року. Кваліфікувалося 12 команд, господарки, чемпіонки світу, чотири команди чемпіонок континентів і 6 команд зі Світових олімпійських кваліфікаційних турнірів.

## Підсумки кваліфікації
| Спосіб кваліфікації                      | Строки             | Господар   | Місць | Кваліфікувались |
| ---------------------------------------- | ------------------ | ---------- | ----- | --------------- |
| Команда-господарка                       | 2 жовтня 2009      | Копенгаген | 1     | Бразилія        |
| Чемпіонат Європи 2014                    | 7–21 грудня 2014   | різні      | 1     | Іспанія[1]      |
| Африканський кваліфікаційний турнір 2015 | 19–21 березня 2015 | Луанда     | 1     | Ангола          |
| Панамериканські ігри 2015                | 15–24 липня 2015   | Торонто    | 1     | Аргентина       |
| Азійський кваліфікаційний турнір 2015    | 20–25 жовтня 2015  | Нагоя      | 1     | Південна Корея  |
| Чемпіонат світу 2015                     | 5–20 грудня 2015   | Данія      | 1     | Норвегія        |
| Олімпійські кваліфікаційні турніри 2016  | 18–20 березня 2016 | Мец        | 2     | Нідерланди      |
| Олімпійські кваліфікаційні турніри 2016  | 18–20 березня 2016 | Мец        | 2     | Франція         |
| Олімпійські кваліфікаційні турніри 2016  | 18–20 березня 2016 | Орхус      | 2     | Румунія         |
| Олімпійські кваліфікаційні турніри 2016  | 18–20 березня 2016 | Орхус      | 2     | Чорногорія      |
| Олімпійські кваліфікаційні турніри 2016  | 18–20 березня 2016 | Астрахань  | 2     | Росія           |
| Олімпійські кваліфікаційні турніри 2016  | 18–20 березня 2016 | Астрахань  | 2     | Швеція          |
| Total                                    | Total              | Total      | 12    |                 |

↑ 1. Оскільки збірна Норвегії вже до того кваліфікувалась, вигравши чемпіонат світу 2015, то невикористану квоту з чемпіонату Європи віддали збірній Іспанії.

## Пояснення до кваліфікаційних таблиць
|  | Кваліфікувались на літні Олімпійські ігри 2016              |
|  | Кваліфікувались на олімпійський кваліфікаційний турнір 2016 |

## Країна господарка
- Бразилія

## Чемпіонат світу
| Місце | Команда        |
| ----- | -------------- |
|       | Норвегія       |
|       | Нідерланди     |
|       | Румунія        |
| 4     | Польща         |
| 5     | Росія          |
| 6     | Данія          |
| 7     | Франція        |
| 8     | Чорногорія     |
| 9     | Швеція         |
| 10    | Бразилія       |
| 11    | Угорщина       |
| 12    | Іспанія        |
| 13    | Німеччина      |
| 14    | Південна Корея |
| 15    | Сербія         |
| 16    | Ангола         |
| 17    | КНР            |
| 18    | Аргентина      |
| 19    | Японія         |
| 20    | Пуерто-Рико    |
| 21    | Туніс          |
| 22    | Казахстан      |
| 23    | Куба           |
| 24    | ДР Конго       |

## Континентальні кваліфікації

### Європа (1-й за рейтингом континент)
| Місце | Команда    |
| ----- | ---------- |
| 1     | Норвегія   |
| 2     | Іспанія    |
| 3     | Швеція     |
| 4     | Чорногорія |
| 5     | Франція    |
| 6     | Угорщина   |
| 7     | Нідерланди |
| 8     | Данія      |
| 9     | Румунія    |
| 10    | Німеччина  |
| 11    | Польща     |
| 12    | Словаччина |
| 13    | Хорватія   |
| 14    | Росія      |
| 15    | Сербія     |
| 16    | Україна    |

### Америка (2-й за рейтингом континент)
| Місце | Команда     |
| ----- | ----------- |
| 1     | Бразилія    |
| 2     | Аргентина   |
| 3     | Уругвай     |
| 4     | Мексика     |
| 5     | Куба        |
| 6     | Пуерто-Рико |
| 7     | Канада      |
| 8     | Чилі        |

Нотатка: Оскільки Бразилія вже кваліфікувалася на Олімпійські ігри як країна-господарка, то квота на Олімпійські ігри відійшла Аргентині, а Мексика вирушила на Олімпійський кваліфікаційний турнір замість Аргентини.

### Азія (3-й за рейтингом континент)
Всі змагання відбулись у місті Нагоя (Японія).
Час місцевий (UTC+9).
| Місце | Команда        | В | Н | П | ГЗ  | ДП  | +/-  | Очки |
| ----- | -------------- | - | - | - | --- | --- | ---- | ---- |
| 1     | Південна Корея | 4 | 0 | 0 | 160 | 82  | +78  | 8    |
| 2     | Японія         | 3 | 0 | 1 | 125 | 94  | +31  | 6    |
| 3     | КНР            | 2 | 0 | 2 | 106 | 102 | +4   | 4    |
| 4     | Казахстан      | 1 | 0 | 3 | 103 | 114 | -11  | 2    |
| 5     | Узбекистан     | 0 | 0 | 4 | 80  | 182 | -102 | 0    |

| 20 жовтня 2015 17:00 | Казахстан | 18−28 | КНР | Спортивна зала префектури Айті, Нагоя |
| 20 жовтня 2015 17:00 | (8−13)    |       |     | Спортивна зала префектури Айті, Нагоя |
| 20 жовтня 2015 17:00 |           |       |     | Спортивна зала префектури Айті, Нагоя |

| 20 жовтня 2015 19:00 | Японія  | 51−17 | Узбекистан | Спортивна зала префектури Айті, Нагоя |
| 20 жовтня 2015 19:00 | (25−10) |       |            | Спортивна зала префектури Айті, Нагоя |
| 20 жовтня 2015 19:00 |         |       |            | Спортивна зала префектури Айті, Нагоя |

| 21 жовтня 2015 17:00 | Південна Корея | 35−24 | Казахстан | Спортивна зала префектури Айті, Нагоя |
| 21 жовтня 2015 17:00 | (18−10)        |       |           | Спортивна зала префектури Айті, Нагоя |
| 21 жовтня 2015 17:00 |                |       |           | Спортивна зала префектури Айті, Нагоя |

| 21 жовтня 2015 19:00 | КНР     | 19−29 | Японія | Спортивна зала префектури Айті, Нагоя |
| 21 жовтня 2015 19:00 | (11−13) |       |        | Спортивна зала префектури Айті, Нагоя |
| 21 жовтня 2015 19:00 |         |       |        | Спортивна зала префектури Айті, Нагоя |

| 22 жовтня 2015 17:00 | КНР    | 22−34 | Південна Корея | Спортивна зала префектури Айті, Нагоя |
| 22 жовтня 2015 17:00 | (8−15) |       |                | Спортивна зала префектури Айті, Нагоя |
| 22 жовтня 2015 17:00 |        |       |                | Спортивна зала префектури Айті, Нагоя |

| 22 жовтня 2015 19:00 | Узбекистан | 27−38 | Казахстан | Спортивна зала префектури Айті, Нагоя |
| 22 жовтня 2015 19:00 | (15−18)    |       |           | Спортивна зала префектури Айті, Нагоя |
| 22 жовтня 2015 19:00 |            |       |           | Спортивна зала префектури Айті, Нагоя |

| 24 жовтня 2015 16:00 | Японія  | 24−23 | Казахстан | Спортивна зала префектури Айті, Нагоя |
| 24 жовтня 2015 16:00 | (13−11) |       |           | Спортивна зала префектури Айті, Нагоя |
| 24 жовтня 2015 16:00 |         |       |           | Спортивна зала префектури Айті, Нагоя |

| 24 жовтня 2015 18:00 | Узбекистан | 15−56 | Південна Корея | Спортивна зала префектури Айті, Нагоя |
| 24 жовтня 2015 18:00 | (8−30)     |       |                | Спортивна зала префектури Айті, Нагоя |
| 24 жовтня 2015 18:00 |            |       |                | Спортивна зала префектури Айті, Нагоя |

| 25 жовтня 2015 14:00 | Узбекистан | 21–37 | КНР | Спортивна зала префектури Айті, Нагоя |
| 25 жовтня 2015 14:00 | (6–21)     |       |     | Спортивна зала префектури Айті, Нагоя |
| 25 жовтня 2015 14:00 |            |       |     | Спортивна зала префектури Айті, Нагоя |

| 25 жовтня 2015 16:00 | Південна Корея | 35–21 | Японія | Спортивна зала префектури Айті, Нагоя |
| 25 жовтня 2015 16:00 | (17–11)        |       |        | Спортивна зала префектури Айті, Нагоя |
| 25 жовтня 2015 16:00 |                |       |        | Спортивна зала префектури Айті, Нагоя |

### Африка (4-й за рейтингом континент)
Всі змагання відбулись у місті Луанда, Ангола.
Час місцевий (UTC+1).
| Місце | Команда  | В | Н | П | ГЗ  | ДП | +/- | Очки |
| ----- | -------- | - | - | - | --- | -- | --- | ---- |
| 1     | Ангола   | 3 | 0 | 0 | 100 | 72 | +28 | 6    |
| 2     | Туніс    | 2 | 0 | 1 | 74  | 66 | +8  | 4    |
| 3     | Сенегал  | 1 | 0 | 2 | 65  | 85 | -20 | 2    |
| 4     | ДР Конго | 0 | 0 | 3 | 71  | 87 | -16 | 0    |

| 19 березня 2015 18:00 | Ангола  | 38−21 | Сенегал | Павільхао да Цідадела, Луанда |
| 19 березня 2015 18:00 | (20–10) |       |         | Павільхао да Цідадела, Луанда |
| 19 березня 2015 18:00 | Report  |       |         | Павільхао да Цідадела, Луанда |

| 19 березня 2015 20:00 | Туніс   | 26−21 | ДР Конго | Павільхао да Цідадела, Луанда |
| 19 березня 2015 20:00 | (14–11) |       |          | Павільхао да Цідадела, Луанда |
| 19 березня 2015 20:00 | Report  |       |          | Павільхао да Цідадела, Луанда |

| 20 березня 2015 18:00 | Сенегал | 19−25 | Туніс | Павільхао да Цідадела, Луанда |
| 20 березня 2015 18:00 | (13–13) |       |       | Павільхао да Цідадела, Луанда |
| 20 березня 2015 18:00 | Report  |       |       | Павільхао да Цідадела, Луанда |

| 20 березня 2015 20:00 | Ангола  | 36−28 | ДР Конго | Павільхао да Цідадела, Луанда |
| 20 березня 2015 20:00 | (19–13) |       |          | Павільхао да Цідадела, Луанда |
| 20 березня 2015 20:00 | Report  |       |          | Павільхао да Цідадела, Луанда |

| 21 березня 2015 18:00 | ДР Конго | 22–25 | Сенегал | Павільхао да Цідадела, Луанда |
| 21 березня 2015 18:00 | (14–11)  |       |         | Павільхао да Цідадела, Луанда |
| 21 березня 2015 18:00 | Report   |       |         | Павільхао да Цідадела, Луанда |

| 21 березня 2015 20:00 | Ангола  | 26–23 | Туніс | Павільхао да Цідадела, Луанда |
| 21 березня 2015 20:00 | (10–12) |       |       | Павільхао да Цідадела, Луанда |
| 21 березня 2015 20:00 | Report  |       |       | Павільхао да Цідадела, Луанда |

## Олімпійські кваліфікаційні турніри
Олімпійські кваліфікаційні турніри проходили від 18 до 20 березня 2016 року. Лише 12 команд, які не кваліфікувалися через турніри, що вказані вище, могли брати участь у цих змаганнях:
- Перші шість команд з чемпіонату світу крім чемпіона і тих команд, які ще не кваліфікувалися через континентальні кваліфікаційні турніри.
- Команди зі своїх континентів з найвищим місцем на чемпіонаті світу визначають рейтинг континенту. Перший за рейтингом континент здобуває 2 місця на Олімпійських кваліфікаційних турнірах. 2-й, 3-й і 4-й за рейтингом континенти здобувають по одному місцю кожен. Останнє місце відійшло б команді з Океанії, якби вона посіла на чемпіонаті світу місце з 8-го по 12-те. Але оскільки жодна команда Океанії не відповідає цій умові, то другий за рейтингом континент дістав додаткове місце. Команди, які вже дістали місця в Олімпійських кваліфікаційних турнірах завдяки виступові на чемпіонаті світу, не розглядались як отримувачі місць через свої континентальні кваліфікації.
- 12 команд були розбиті на 3 групи, як вказано нижче. 2 перших місця з кожної групи потрапили на літні Олімпійські ігри 2016.[1][2][3]

| Олімпійський кваліфікаційний турнір 2016 №1 | Олімпійський кваліфікаційний турнір 2016 №2 | Олімпійський кваліфікаційний турнір 2016 №3 |
| --- | --- | --- |
| - 2-га з чемпіонату світу: Нідерланди - 7-ма з чемпіонату світу: Франція - 2-га з азійської кваліфікації: Японія - 2-га з африканської кваліфікації: Туніс | - 3-тя з чемпіонату світу: Румунія - 6-та з чемпіонату світу: Данія - 3-тя з американської кваліфікації: Уругвай - 4-та з європейської кваліфікації: Чорногорія | - 4-та з чемпіонату світу: Польща - 5-та з чемпіонату світу: Росія - 3-тя з європейської кваліфікації: Швеція - 4-та з американської кваліфікації: Мексика |

### Олімпійський кваліфікаційний турнір 2016 №1
| Місце | Команда    | В | Н | П | ГЗ  | ДП  | +/- | Очки |
| ----- | ---------- | - | - | - | --- | --- | --- | ---- |
| 1     | Нідерланди | 3 | 0 | 0 | 103 | 62  | +41 | 6    |
| 2     | Франція    | 2 | 0 | 1 | 75  | 56  | +19 | 4    |
| 3     | Японія     | 1 | 0 | 2 | 79  | 78  | +1  | 2    |
| 4     | Туніс      | 0 | 0 | 3 | 55  | 116 | -61 | 0    |

Звіт [Архівовано 21 березня 2016 у Wayback Machine.]
Час місцевий (UTC+1).
| 18 березня 2016 16:45 | Японія   | 37–20  | Туніс     | Арене де Мец, Мец Глядачів: 4,000 Судді: Гателіс, Мажейка Литва |
| 18 березня 2016 16:45 | Фудзії 8 | (19–8) | Хамруні 7 | Арене де Мец, Мец Глядачів: 4,000 Судді: Гателіс, Мажейка Литва |
| 18 березня 2016 16:45 | 3×       | Report | 2× 3×     | Арене де Мец, Мец Глядачів: 4,000 Судді: Гателіс, Мажейка Литва |

| 18 березня 2016 19:00 | Нідерланди       | 24–17  | Франція   | Арене де Мец, Мец Глядачів: 5,000 Судді: Арнтсен, Реен Норвегія |
| 18 березня 2016 19:00 | Ван дер Хейден 5 | (9–7)  | Дембеле 5 | Арене де Мец, Мец Глядачів: 5,000 Судді: Арнтсен, Реен Норвегія |
| 18 березня 2016 19:00 | 2×               | Report | 3×        | Арене де Мец, Мец Глядачів: 5,000 Судді: Арнтсен, Реен Норвегія |

| 19 березня 2016 16:45 | Нідерланди  | 33–25   | Японія     | Арене де Мец, Мец Глядачів: 4,000 Судді: Нашевський, Ніколов Північна Македонія |
| 19 березня 2016 16:45 | Малестейн 8 | (15–16) | Йокосіма 7 | Арене де Мец, Мец Глядачів: 4,000 Судді: Нашевський, Ніколов Північна Македонія |
| 19 березня 2016 16:45 | 5× 3×       | Report  | 3×         | Арене де Мец, Мец Глядачів: 4,000 Судді: Нашевський, Ніколов Північна Македонія |

| 19 березня 2016 19:00 | Франція | 33–15  | Туніс          | Арене де Мец, Мец Глядачів: 4,000 Судді: Гателіс, Мажейка Литва |
| 19 березня 2016 19:00 | Уетт 8  | (20–6) | три гравчині 3 | Арене де Мец, Мец Глядачів: 4,000 Судді: Гателіс, Мажейка Литва |
| 19 березня 2016 19:00 | 4×      | Report | 3× 1×          | Арене де Мец, Мец Глядачів: 4,000 Судді: Гателіс, Мажейка Литва |

| 20 березня 2016 17:45 | Туніс          | 20–46   | Нідерланди | Арене де Мец, Мец Глядачів: 2,800 Судді: Арнтсен, Реен Норвегія |
| 20 березня 2016 17:45 | три гравчині 3 | (10–27) | Аббінг 8   | Арене де Мец, Мец Глядачів: 2,800 Судді: Арнтсен, Реен Норвегія |
| 20 березня 2016 17:45 | 3×             | Report  | 4× 3×      | Арене де Мец, Мец Глядачів: 2,800 Судді: Арнтсен, Реен Норвегія |

| 20 березня 2016 19:30 | Франція | 25–17  | Японія   | Арене де Мец, Мец Глядачів: 4,000 Судді: Нашевський, Ніколов Північна Македонія |
| 20 березня 2016 19:30 | Піно 7  | (11–7) | Фудзії 5 | Арене де Мец, Мец Глядачів: 4,000 Судді: Нашевський, Ніколов Північна Македонія |
| 20 березня 2016 19:30 | 1× 3×   | Report | 2× 3×    | Арене де Мец, Мец Глядачів: 4,000 Судді: Нашевський, Ніколов Північна Македонія |

### Олімпійський кваліфікаційний турнір 2016 №2
| Місце | Команда    | В | Н | П | ГЗ | ДП  | +/- | Очки |
| ----- | ---------- | - | - | - | -- | --- | --- | ---- |
| 1     | Румунія    | 2 | 1 | 0 | 91 | 67  | +24 | 5    |
| 2     | Чорногорія | 2 | 1 | 0 | 83 | 64  | +19 | 5    |
| 3     | Данія      | 1 | 0 | 2 | 85 | 75  | +10 | 2    |
| 4     | Уругвай    | 0 | 0 | 3 | 55 | 108 | -53 | 0    |

Звіт [Архівовано 14 квітня 2016 у Wayback Machine.]
Час місцевий (UTC+1).
| 18 березня 2016 16:45 | Уругвай    | 19–34   | Чорногорія   | Серес Арена, Орхус Глядачів: 1,100 Судді: Альпаїдзе, Березкіна Росія |
| 18 березня 2016 16:45 | Скарроне 4 | (10–15) | Мехмедович 7 | Серес Арена, Орхус Глядачів: 1,100 Судді: Альпаїдзе, Березкіна Росія |
| 18 березня 2016 16:45 | 3× 2×      | Report  | 5× 3×        | Серес Арена, Орхус Глядачів: 1,100 Судді: Альпаїдзе, Березкіна Росія |

| 18 березня 2016 19:00 | Румунія    | 32–25   | Данія                | Серес Арена, Орхус Глядачів: 3,100 Судді: Гейпель, Хелбіг Німеччина |
| 18 березня 2016 19:00 | Буческі 10 | (19–13) | Далбі, Спелленберг 4 | Серес Арена, Орхус Глядачів: 3,100 Судді: Гейпель, Хелбіг Німеччина |
| 18 березня 2016 19:00 | 3× 2×      | Report  | 4× 3×                | Серес Арена, Орхус Глядачів: 3,100 Судді: Гейпель, Хелбіг Німеччина |

| 19 березня 2016 17:45 | Румунія   | 36–19   | Уругвай | Серес Арена, Орхус Судді: Альпаїдзе, Березкіна Росія |
| 19 березня 2016 17:45 | Чінтоан 9 | (17–10) | Фінн 4  | Серес Арена, Орхус Судді: Альпаїдзе, Березкіна Росія |
| 19 березня 2016 17:45 | 3×        | Report  | 6× 3×   | Серес Арена, Орхус Судді: Альпаїдзе, Березкіна Росія |

| 19 березня 2016 20:00 | Данія      | 22–26   | Чорногорія  | Серес Арена, Орхус Глядачів: 3,200 Судді: Горачек, Новотни Чехія |
| 19 березня 2016 20:00 | Єргенсен 7 | (10–13) | Булатович 9 | Серес Арена, Орхус Глядачів: 3,200 Судді: Горачек, Новотни Чехія |
| 19 березня 2016 20:00 | 4× 3×      | Report  | 4× 3×       | Серес Арена, Орхус Глядачів: 3,200 Судді: Горачек, Новотни Чехія |

| 20 березня 2016 17:30 | Чорногорія   | 23–23   | Румунія   | Серес Арена, Орхус Глядачів: 1,200 Судді: Горачек, Новотни Чехія |
| 20 березня 2016 17:30 | Деспотович 8 | (11–15) | Чінтоан 6 | Серес Арена, Орхус Глядачів: 1,200 Судді: Горачек, Новотни Чехія |
| 20 березня 2016 17:30 | 6× 3×        | Report  | 3× 2×     | Серес Арена, Орхус Глядачів: 1,200 Судді: Горачек, Новотни Чехія |

| 20 березня 2016 20:00 | Данія | 38–17  | Уругвай    | Серес Арена, Орхус Глядачів: 1,500 Судді: Гейпель, Хелбіг Німеччина |
| 20 березня 2016 20:00 | Рей 9 | (19–7) | Баррейро 8 | Серес Арена, Орхус Глядачів: 1,500 Судді: Гейпель, Хелбіг Німеччина |
| 20 березня 2016 20:00 | 4× 3× | Report | 4× 2×      | Серес Арена, Орхус Глядачів: 1,500 Судді: Гейпель, Хелбіг Німеччина |

### Олімпійський кваліфікаційний турнір 2016 №3
| Місце | Команда | В | Н | П | ГЗ  | ДП  | +/- | Очки |
| ----- | ------- | - | - | - | --- | --- | --- | ---- |
| 1     | Росія   | 3 | 0 | 0 | 101 | 71  | +40 | 6    |
| 2     | Швеція  | 2 | 0 | 1 | 102 | 81  | +21 | 4    |
| 3     | Польща  | 1 | 0 | 2 | 85  | 71  | +14 | 2    |
| 4     | Мексика | 0 | 0 | 3 | 51  | 114 | -63 | 0    |

Звіт [Архівовано 26 березня 2016 у Wayback Machine.]
Час місцевий (UTC+3).
| 18 березня 2016 17:30 | Польща        | 25–27   | Росія      | Спорткомплекс Звьоздний, Астрахань Глядачів: 6,000 Судді: Коо, Лі Південна Корея |
| 18 березня 2016 17:30 | Кобилинська 5 | (11–11) | Вяхірєва 7 | Спорткомплекс Звьоздний, Астрахань Глядачів: 6,000 Судді: Коо, Лі Південна Корея |
| 18 березня 2016 17:30 | 2×            | Report  | 3× 4×      | Спорткомплекс Звьоздний, Астрахань Глядачів: 6,000 Судді: Коо, Лі Південна Корея |

| 18 березня 2016 20:00 | Швеція | 41–20  | Мексика  | Спорткомплекс Звьоздний, Астрахань Глядачів: 1,000 Судді: Лах, Сок Словенія |
| 18 березня 2016 20:00 | Санд 5 | (21–9) | Агірре 8 | Спорткомплекс Звьоздний, Астрахань Глядачів: 1,000 Судді: Лах, Сок Словенія |
| 18 березня 2016 20:00 | 5× 3×  | Report | 2× 3×    | Спорткомплекс Звьоздний, Астрахань Глядачів: 1,000 Судді: Лах, Сок Словенія |

| 19 березня 2016 16:00 | Польща | 24–30   | Швеція | Спорткомплекс Звьоздний, Астрахань Глядачів: 3,700 Судді: Бонавентура, Бонавентура Франція |
| 19 березня 2016 16:00 | Зик 6  | (12–16) | Алм 6  | Спорткомплекс Звьоздний, Астрахань Глядачів: 3,700 Судді: Бонавентура, Бонавентура Франція |
| 19 березня 2016 16:00 | 1× 3×  | Report  | 3×     | Спорткомплекс Звьоздний, Астрахань Глядачів: 3,700 Судді: Бонавентура, Бонавентура Франція |

| 19 березня 2016 18:30 | Росія      | 37–17   | Мексика     | Спорткомплекс Звьоздний, Астрахань Глядачів: 6,000 Судді: Коо, Лі Південна Корея |
| 19 березня 2016 18:30 | Горшкова 6 | (17–11) | Сіфуентес 5 | Спорткомплекс Звьоздний, Астрахань Глядачів: 6,000 Судді: Коо, Лі Південна Корея |
| 19 березня 2016 18:30 | 5× 3×      | Report  | 3× 1×       | Спорткомплекс Звьоздний, Астрахань Глядачів: 6,000 Судді: Коо, Лі Південна Корея |

| 20 березня 2016 18:00 | Росія                 | 37–29   | Швеція    | Спорткомплекс Звьоздний, Астрахань Глядачів: 6,000 Судді: Лах, Сок Словенія |
| 20 березня 2016 18:00 | Дмитрієва, Вяхірєва 7 | (15–10) | Гуллден 8 | Спорткомплекс Звьоздний, Астрахань Глядачів: 6,000 Судді: Лах, Сок Словенія |
| 20 березня 2016 18:00 | 2× 3×                 | Report  | 3×        | Спорткомплекс Звьоздний, Астрахань Глядачів: 6,000 Судді: Лах, Сок Словенія |

| 20 березня 2016 20:30 | Мексика   | 14–36  | Польща         | Спорткомплекс Звьоздний, Астрахань Глядачів: 1,500 Судді: Бонавентура, Бонавентура Франція |
| 20 березня 2016 20:30 | Есківел 6 | (5–18) | Колодзейська 8 | Спорткомплекс Звьоздний, Астрахань Глядачів: 1,500 Судді: Бонавентура, Бонавентура Франція |
| 20 березня 2016 20:30 | 1× 3×     | Report | 2× 3×          | Спорткомплекс Звьоздний, Астрахань Глядачів: 1,500 Судді: Бонавентура, Бонавентура Франція |